# 라파엘라 레아
라파엘라 레아(Raffaella Rea, 1982년 5월 29일 ~ )는 이탈리아의 배우이다.